# Alexandrina Cernov
Alexandrina Cernov (n. 24 noiembrie 1943, Hotin, România – d. 5 iunie 2024, Mănăstirea Putna, Suceava, România) a fost un critic și istoric literar, profesor la Universitatea din Cernăuți, membru de onoare al Academiei Române (din 1992). A fost membru fondator al Societății pentru Cultură Românească „Mihai Eminescu” din Cernăuți, membru fondator și director executiv al Editurii „Alexandru cel Bun” și redactor-șef la revista trimestrială de istorie și cultură Glasul Bucovinei.

## Biografie
Alexandrina Cernov a absolvit cursurile Facultății de Filologie a Universității din Cernăuți, speciakitatea limba și literatura rusă.  A devenit critic și istoric literar, profesor universitar la Universitatea din Cernăuți.
În 1988 a fost cooptată în conducerea Fundației Culturale Române din București.
A lucrat în redacția emisiunilor în limba română la Televiziunea din Cernăuți și la Radio Ucraina Internațional.
În România a fost distinsă cu Premiul Fundației Culturale Române, Medalia Comemorativă „150 de ani de la nașterea lui Mihai Eminescu” și Ordinul Național „Serviciul Credincios” în grad de Ofițer. În 1992 a fost aleasă ca membru de onoare al Academiei Române.

## Activitate publicistică
Redactor șef la „Glasul Bucovinei”, revistă trimestrială de istorie și cultură, care apare sub auspiciile Institutului Cultural Român; articole în publicațiile Plai românesc, Arcașul, Revista română de istoria presei.
Editura „Alexandru cel Bun”
- Grigore C. Bostan și Lora Bostan: Literatura română din Bucovina de la 1775 pînă în anul 2000, 2000 (redactor Alexandrina Cernov).
- Valeriu Zmoșu: Un sat bucovinean de pe Valea Siretului: Pătrăuții de Jos, 2006 (text îngrijit de Alexandrina Cernov).
- Ilie Luceac: Discursurile lui Eudoxiu Hurmuzachi în Dieta Bucovinei.
- Alexandrina Cernov: Grupul etnic românesc din nordul Bucovinei (probleme de renaștere națională).
- Catarge tinere: din creația participanților la Festivalul de poezie "Ilie Motrescu 2005", 2007 (cuvânt înainte și redactare Alexandrina Cernov).
- Alexandrina Cernov și Ilie Luceac, fotografii de Mihail Cratofil: Cernăuți / Chernovtsy 1408-2008 (album), ediție română-engleză-ucraineană-germană, 2008.
- Alexandrina Cernov și Ilie  Luceac: Pagini alese de literatură română și universală, 2008.
- Ilie Luceac: Familia Hurmuzăcheștilor, monografie (premiul Academiei Române).
- Caiete literare: Mihai Eminescu – viața și opera; Vasile Alecsandri – viața și opera.